# انفجار (فیلم ۱۳۵۹)
انفجار فیلمی به کارگردانی ساموئل خاچیکیان و نویسندگی سیامک اطلسی و محمود استادمحمد محصول سال ۱۳۵۹ است.

## خلاصه داستان
در کوران انقلاب یک گروه مبارز مسلمان می‌کوشد انبار اسلحه خود را در شمال کشور تخلیه کند و به دست مردم برساند. زنی جزو اعضای گروه است که شوهرش در زندان به سر می‌برد و محل انبار اسلحه را به گروه اطلاع می‌دهد. برادرزن از زندان می‌گریزد و به جمع آن‌ها ملحق می‌شود. مأموران امنیتی که با خبر شده‌اند، دو مأمور را - به عنوان زندانی سیاسی فراری، که دستبند به دست دارند- وارد گروه می‌کنند تا با زیر نظر داشتن افراد گروه ضربه‌ای مهلک بر آن‌ها وارد آورند. مأموران موفق می‌شوند پس از تعقیب و گریز، همه اعضای گروه، به جز برادر زن، را به هلاکت برسانند..

## بازیگران
- آهو خردمند
- مرتضی نیکخواه
- عبدالرضا آشتیانی
- فرهاد محبت
- رضا صفایی‌پور
- علی ثابت
- فرشید فلک نازی
- عباس مختاری
- عنایت‌الله بخشی
- رعنا صفوی
- حسین صفاریان
- علی وفادار
- هوشنگ ملک‌آرا
- سیدعلی صالحی
- مجید فری
- محمدولی احمدلو